# 세인즈버리스
세인즈버리스(Sainsbury's)는 영국의 슈퍼마켓 체인이다. 영국의 슈퍼마켓 체인 중 두 번째로 큰 기업으로서, 2015년 기준으로 영국 슈퍼마켓 시장의 16.9%를 점유하고 있다. 1869년 존 제임스 세인즈버리가 런던 드루리 레인에 설립한 가게에서 출발하여, 1922년에 이르면 회사는 식료품 분야에서 가장 큰 소매업체가 되어 영국의 자급식 소매업을 선도했고, 1980년대까지 전성기를 누렸다. 1995년 테스코에게 업계 1위 자리를 내주었고, 2003년에는 Asda에게 2위 자리까지 내주었으나 2014년 1월 다시 2위로 회복했다.